# 賊王之王
《賊王之王》（英語：Lepke）是1975年的美國黑幫電影，導演是梅納漢姆·哥蘭，主演是東尼·寇蒂斯，飾演猶太裔美國黑幫Louis "Lepke" Buchalter。本片經常被影迷視為東尼·寇蒂斯被低估的電影和他最出色的演出之一。

## 演員
- 東尼·寇蒂斯 飾 Louis "Lepke" Buchalter（英语：Louis Buchalter）
- 安珍妮特·科默（英语：Anjanette Comer） 飾 Bernice Meyer
- Michael Callan（英语：Michael Callan） 飾 Robert Kane
- Warren Berlinger（英语：Warren Berlinger） 飾 Gurrah Shapiro
- 吉亞尼·羅素（英语：Gianni Russo） 飾 Albert Anastasia（英语：Albert Anastasia）
- 米爾頓·伯利 飾 Mr. Meyer
- Vic Tayback（英语：Vic Tayback） 飾 查理·盧西安諾
- 瑪莉·夏洛特·威爾考克斯（英语：Mary Charlotte Wilcox） 飾 Marion

## 外部連結
- Lepke （页面存档备份，存于） at IMDB